# Maria Surowiak-Wolczyńska

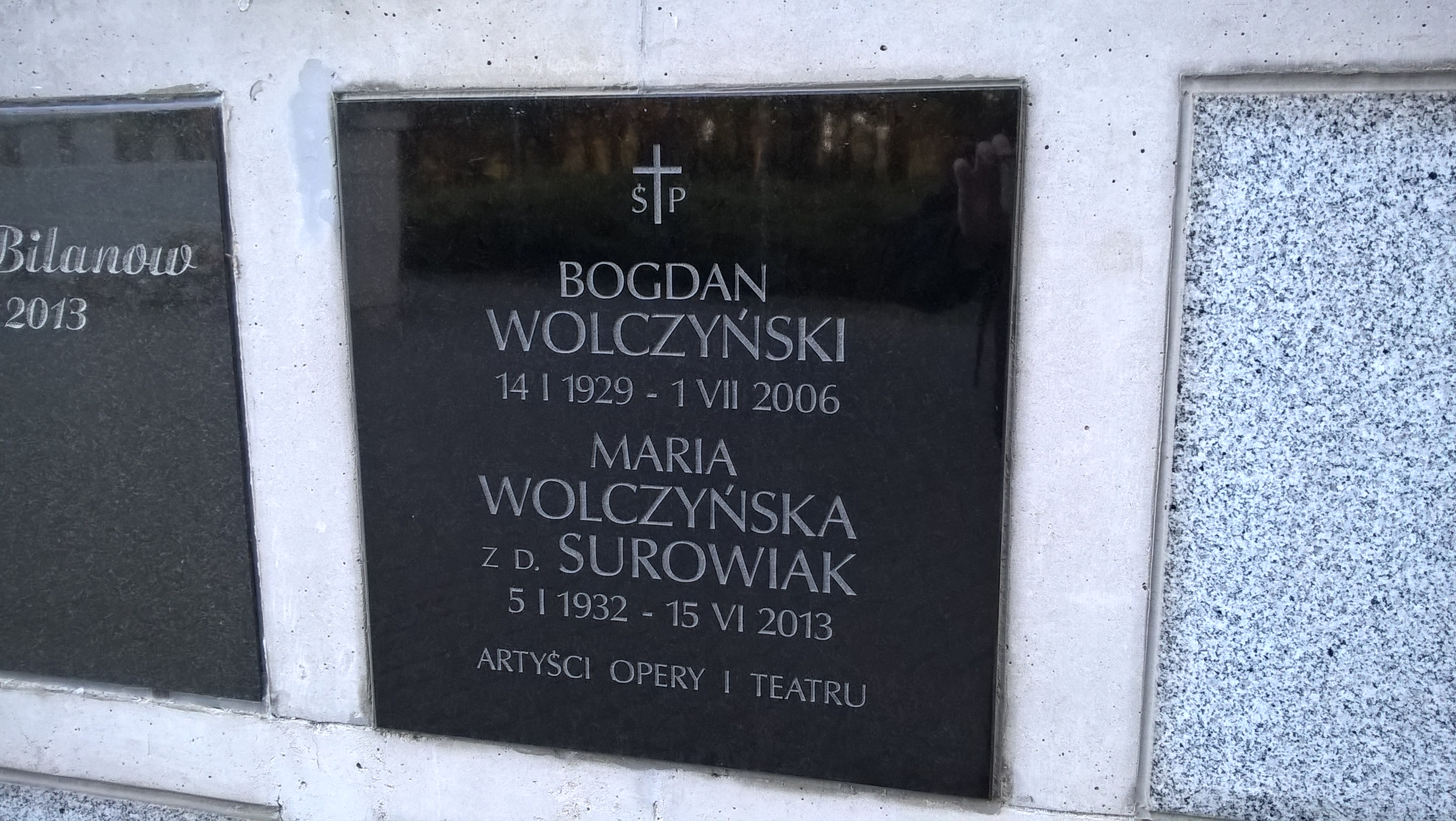
Grób Marii Surowiak-Wolczyńskiej na Cmentarzu Komunalnym Północnym w Warszawie

Maria Surowiak-Wolczyńska (ur. 5 stycznia 1932, zm. 15 czerwca 2013 w Warszawie) – polska tancerka baletowa, choreograf.
W 1949 ukończyła Szkołę Tańca Artystycznego i Baletu Zygmunta Dąbrowskiego i Teresy Dobrowolskiej w Warszawie. Debiutowała 28 marca 1952 na scenie Opery Warszawskiej w Traviacie Giuseppe Verdiego. Występowała tam do 1970, a następnie wyjechała do Bytomia, gdzie tańczyła w Operze Śląskiej, debiutowała tam jako choreograf. Równocześnie była artystką i choreografem Operetki Śląskiej w Gliwicach. Od 1973 przez jeden sezon grała w zespole Teatru Śląskiego im. Stanisława Wyspiańskiego w Katowicach, na następnie powróciła na scenę Opery Śląskiej. W 1975 opracowała choreografię do Lizystraty, która była wystawiana w Teatrze Zagłębia w Sosnowcu. W 1977 powróciła do pracy choreografa w Operetce Śląskiej, od 1982 przez rok współpracowała z Operetką Warszawską. W 1986 przygotowała choreografię w Teatrze Muzycznym w Szczecinie, a rok później i w 1991 w Operetce Wrocławskiej. W sezonie 1993/1994 była choreografem w Teatrze Muzycznym w Poznaniu, rok później ponownie w Operetce Śląskiej, a w 1998 w Operze i Operetce Krakowskiej. Ostatnim opracowanym przez Marię Surowiak-Wolczyńską układem choreograficznym był Hrabia Luxemburg wystawiany w Teatrze Muzycznym w Poznaniu.
Spoczywa na Cmentarzu Komunalnym Północnym (kw. B-III-1, rząd 11, grób 3).